# Bleekbruin breeksteeltje
Het bleekbruin breeksteeltje (Conocybe subpallida) is een schimmel behorend tot de familie Bolbitiaceae. Hij leeft saprotroof op de grond.

## Kenmerken

### Uiterlijke kenmerken
Hoed
De hoed is 3,5 tot 5 cm in diameter. Het oppervlak is bleekbruin, nauwelijks gestreept. De vorm is halfrond bij jonge vruchtlichmaen, dan convex tot kegelvormig voordat ze uitdijt tot plat convex.
Steel
De steel is 6,5–8 cm lang en 3 mm dik met een iets smallere top en brede basis. Het oppervlak is licht crème van kleur met streepjes en een berijpt laagje over de gehele lengte, en een licht viltige basis. Hij is breekbaar en wordt lichter bruin met de leeftijd. Aan de top zijn verspreide haren.
Lamellen
De lamellen zijn dicht tot opeengepakt, aangehecht met een kleine tandje, kaneelkleurig en krijgt een saffraantint met de leeftijd en een lichtere rand. 
Sporenprint
De sporenprint is bruin.

### Microscopische kenmerken
De sporen zijn bleek, geelbruin, dunwandig, ellipsoïde tot langwerpig eivormig tot amygdaliform met onopvallend kiemporie en meten 9-13,5 x 5-5,5 μm. De sporen zijn okergeel in een 10% ammoniakoplossing. De basidia zijn 4-sporig.

## Verspreiding
In Nederland komt het bleekbruin breeksteeltje zeldzaam voor.